# Srbská pokroková strana

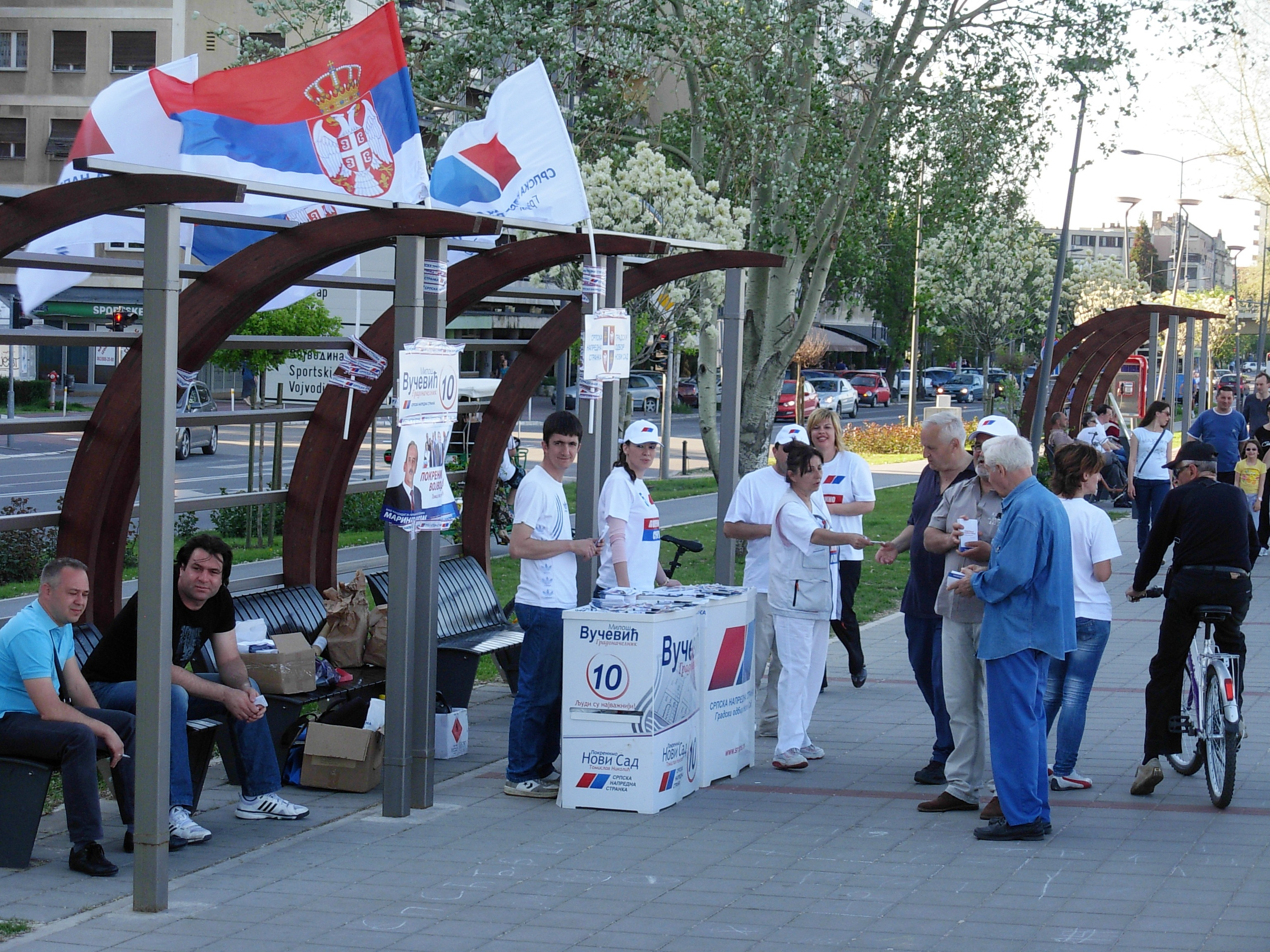
Kampaň Srbské pokrokové strany před prezidentskými volbami na novosadském nábřeží Dunaje.

Srbská pokroková strana (srbsky v cyrilici Српска напредна странка v latince Srpska napredna stranka) je politická strana v Srbsku. Zastává centristické až konzervativní[zdroj?] postoje. Podporuje vstup Srbska do Evropské unie a zastává názor, že by země měla být mostem mezi východem (Ruskem) a západem (EU).

## Historie
Strana vznikla v roce 2008, kdy se od Srbské radikální strany odštěpilo proevropštěji laděné křídlo vedené Tomislavem Nikolićem, který se stal předsedou nové, pokrokové strany. Strana se od té doby účastnila každých voleb, nahradila na politické scéně Srbskou radikální stranu a stala se významným vyzyvatelem Demokratické strany Borise Tadiće.
Pro parlamentní volby 2012 strana utvořila koalici s názvem Pohněme Srbskem, která zvítězila se ziskem 73 mandátů, SNS připadlo 55 mandátů a stala se součástí vládní koalice.
V prezidentských volbách 2012 zvítězil kandidát a předseda SRS Tomislav Nikolić, když ve druhém kole porazil dosavadního prezidenta Borise Tadiće. Následně Nikolić odstoupil z pozice předsedy strany, na níž ho nahradil místopředseda Aleksandar Vučić.
V Parlamentních volbách v březnu 2014 koalice tvořená SNS drtivě zvítězila se ziskem 48,43 % (158 mandátů z 250), a to i při relativně nízké volební účasti (okolo padesáti procent). Hlavní mediální tváří ve volbách byl předseda strany Aleksandar Vučić.

V předčasných parlamentních volbách v roce 2016 potvrdila koalice vedená SNS a předsedou strany Aleksandrem Vučićem drtivé vítězství se ziskem 48,25 % hlasů a 131 mandátů.

## Předsedové
- Tomislav Nikolić (2008–2012)
- Aleksandar Vučić (2012–2023)
- Miloš Vučević (od 2023)

## Volební výsledky

### Parlamentní volby
| Rok  | Počet hlasů | Hlasy v % | Mandáty pro koalici | Mandáty pro stranu |
| ---- | ----------- | --------- | ------------------- | ------------------ |
| 2012 | 940 659     | 24,04     | 73                  | 55                 |
| 2014 | 1 736 920   | 48,43     | 158                 | 134                |
| 2016 | 1 823 147   | 48,25     | 131                 | 96                 |

### Prezidentské volby
| Rok  | Kandidát         | 1. kolo     | 1. kolo   | 2. kolo     | 2. kolo   |
| Rok  | Kandidát         | Počet hlasů | Hlasy v % | Počet hlasů | Hlasy v % |
| ---- | ---------------- | ----------- | --------- | ----------- | --------- |
| 2012 | Tomislav Nikolić | 979 213     | 25,05 %   | 1 552 063   | 49,54 %   |